# Orléanais
Orléanais var fordom en provins i mellersta Frankrike, på ömse sidor om den stora Loirekröken.
Provinsen omfattade landskapen Orléanais (det egentliga Orléanais), Gâtinais, Blaisois, Vendômois, Dunois, Beauce, Pithiverais och Puisaye, med huvudstaden Orléans. Den bildar nu större delen av departementen Loiret, Loir-et-Cher och Eure-et-Loir. 